# Erastria leucicolor
Erastria leucicolor là một loài bướm đêm trong họ Geometridae.